# Cratere Greeley
Greeley  è un cratere sulla superficie di Marte.